# Büro der Vereinten Nationen für Drogen- und Verbrechensbekämpfung
Das Büro der Vereinten Nationen für Drogen- und Verbrechensbekämpfung (englisch United Nations Office on Drugs and Crime, UNODC) ist als Einrichtung für die Kriminalitätsbekämpfung Teil des UN-Sekretariats.
Das Büro für Drogen- und Verbrechensbekämpfung ist weltweit führend am Kampf gegen (im Sinne der UN-Konvention gegen narkotische Drogen) illegale Drogen und internationales Verbrechen beteiligt. Es wurde 1997 gegründet und hat weltweit etwa 500 Mitarbeiter. Die Zentrale des UNODC befindet sich in der UNO-City in Wien; in New York City gibt es ein Verbindungsbüro und weltweit weitere 21 Außenstellen. Das UNODC finanziert sich größtenteils durch die freiwilligen Beiträge einzelner Staaten, welche etwa 90 Prozent des Budgets ausmachen. Für das Jahr 2016 lagen die Ausgaben bei 242 Millionen US-Dollar.

## Arbeitsprogramm
Die 3 Säulen des UNODC-Arbeitsprogramms sind:
- Forschung und analytische Tätigkeiten, um das Wissen und Verständnis über Drogen- und Verbrechensangelegenheiten zu verbessern und die Grundlage für Grundsätze und operative Entscheidungen zu verbreitern;
- wegweisende Arbeit, um Staaten bei der Ratifizierung von internationalen Verträgen und bei der Entwicklung von nationaler Gesetzgebung gegen Drogen, Verbrechen und Terrorismus zu unterstützen, sowie die Versorgung mit grundlegenden und unterstützenden Diensten für die vertragsbasierten und regierenden Institutionen;
- Feldbasierte technische Kooperationsprojekte, um die Kapazität der Mitgliedstaaten im Kampf gegen verbotene Drogen, Verbrechen und Terrorismus zu erhöhen.

## UNDCP
Ein wichtiger Teil des UNODC ist das Internationale Drogenkontrollprogramm der Vereinten Nationen (engl. United Nations International Drug Control Programme, UNDCP). Dieses wurde 1991 gegründet. Im Oktober 2002 wurde es auf United Nations Office on Drugs and Crime (UNODC) umbenannt welches nun auch die Geldmittel des UNDCP verwaltet.
Hauptanliegen der UNODC ist es, die Welt über die Gefahren von Drogenmissbrauch aufzuklären und die internationalen Aktivitäten gegen Drogenproduktion, -handel und Drogen-bezogenes Verbrechen zu verstärken.

## Anti-Money-Laundering System goAML
Die speziell für FIU entwickelte Software-Anwendung „goAML“, ein Anti-Money-Laundering System, wurde Mitgliedern der Arbeitsgruppe Financial Investigation Unit anlässlich eines Besuchs bei UNODC in Wien vor dem 1. Januar 2017 präsentiert. Sie ist im Einsatz bei der österreichischen Geldwäschemeldestelle (A-FIU) als auch bei der deutschen Zentralstelle für Finanztransaktionsuntersuchungen.

## Global Study on Homicide
Das UNODC veröffentlichte 2011 erstmals die Global Study on Homicide (Globale Studie zu Tötungsdelikten). Die Studie wurde seither mehrfach aktualisiert, zuletzt 2019.
Einerseits handelt sie von Tötungsdelikten bzw. Mord, weil es sich um das ultimative Verbrechen handelt. Andererseits werden Tötungsdelikte auch als Näherungswert (Proxy) für den allgemeinen Kriminalitätslevel im überregionalen oder langfristigen Vergleich verwendet.
Die Studie beleuchtet das Thema aus vielen Perspektiven. Es werden die globale Ebene, Weltregionen, Staaten und teilweise Regionen innerhalb von Staaten in ihrem Kriminalitätslevel verglichen, meist gemessen an Mordraten. Es werden auch das Geschlechterverhältnis der Täter und Opfer nach Regionen dargestellt und diskutiert. Dabei zeigt sich, dass bei Mord sowohl Täter als auch Opfer vor allem junge Männer sind, was regional deutlich variiert.
Nicht nur der Status quo wird betrachtet, sondern vor allem auch die Entwicklungen, also, in welcher Region es Verbesserungen oder Verschlechterungen gab. Dabei wurde weltweit über die Jahrzehnte ein geringfügiger Kriminalitätsrückgang identifiziert. Differenzierter betrachtet gab es nur eine Region mit ansteigender Kriminalität beziehungsweise Tötungsraten: Die Anrainerstaaten der Karibik. In Nordamerika, Asien, Australien und vor allem Europa fielen die Tötungsraten seit mindestens Anfang der 1990er Jahre deutlich.
Ziel der Studie ist Politikberatung. Es werden gesellschaftliche Rahmenbedingungen und politische Maßnahmen benannt, die das Kriminalitätsniveau ansteigen oder zurückgehen ließen.
Das soll helfen, das UN-Ziel 16 für eine nachhaltige Entwicklung zu erreichen, das auch enthält, die Kriminalität im Welt-Durchschnitt bis zum Jahr 2030 signifikant zu verringern.

## Aktionstage
Der „Weltdrogentag“, offiziell International Day against Drug Abuse and Illicit Trafficking oder Internationaler Tag gegen Drogenmissbrauch und unerlaubten Suchtstoffverkehr findet jährlich am 26. Juni statt. Dieser Aktionstag wurde im Dezember 1987 von der Generalversammlung der Vereinten Nationen festgelegt und das United Nations Office on Drugs and Crime (UNODC) für den „Weltdrogentag“ verantwortlich gemacht. In China wird der Tag häufig durch die Hinrichtung verurteilter Drogenkrimineller begangen.

## Kritik
Ein Großteil der Zahlungen, aus denen sich das UNODC finanziert, werden von Staaten erbracht, die eine restriktive Drogenpolitik vertreten, beispielsweise Schweden. Kritiker werfen dem Büro vor, sich in seinen Positionen vor allem nach diesen Spendern zu richten.
So traten das UNODC und sein früherer (bis 2010) Leiter Antonio Maria Costa ausdrücklich für eine restriktive Drogenpolitik ein und stellten in eigenen Publikationen einseitig die Erfolge in Ländern mit einer solchen Politik heraus, so z. B. in dem Bericht Sweden's Successful Drug Policy: A Review of the Evidence. Kritiker (z. B. vom Transnational Institute) halten dem das Beispiel von Frankreich und den USA entgegen, die trotz restriktiver Drogenpolitik im Verhältnis zur Größe ihrer Bevölkerung weltweit den höchsten Anteil an Konsumenten illegaler Drogen haben. Ebenso in der Kritik steht das UNODC für seine Ablehnung von evidenzbasierten Maßnahmen der Schadensminderung ("harm reduction") wie etwa der Einrichtung von Drogenkonsumräumen. Damit befindet sich das Büro in offenem Widerspruch mit UN-Organisationen wie dem Gemeinsamen Programm der Vereinten Nationen für HIV/Aids (UNAIDS) oder der Weltgesundheitsorganisation (WHO).
Auch durch seine enge Kooperation mit dem iranischen Regime steht das UNODC in der Kritik. Es fördert ein gemeinsames Projekt von Afghanistan, Pakistan und dem Iran, in dessen Rahmen Iran in den letzten Jahren den Einsatz von Soldaten und Anti-Drogen-Polizisten an seiner östlichen Grenze verstärkt hat. Während solcher Kooperationen hat Iran in den letzten Jahren jährlich hunderte Menschen wegen Drogendelikten hingerichtet. In der Konsequenz entschied beispielsweise die dänische Regierung 2013, wie von vielen Menschenrechtsorganisationen gefordert, ihre Hilfszahlungen für das über die UNODC laufende iranische Antidrogenprogramm einzustellen.
Mittlerweile setzen sich international immer stärker Ansätze durch, die weniger auf Repression als auf alternative Entwicklung setzen. Die meist armen Kleinbauern sollen ermutigt werden, andere Produkte anzubauen als bspw. Opium oder Koka.